# Physemops wheeleri
Physemops wheeleri är en tvåvingeart som beskrevs av Wirth 1970. Physemops wheeleri ingår i släktet Physemops och familjen vattenflugor. Inga underarter finns listade i Catalogue of Life.